# العلاقات الإريترية السنغافورية
العلاقات الإريترية السنغافورية هي العلاقات الثنائية التي تجمع بين إريتريا وسنغافورة.

## مقارنة بين البلدين
هذه مقارنة عامة ومرجعية للدولتين:
| وجه المقارنة                                              | إريتريا                                      | سنغافورة                                                             |
| --------------------------------------------------------- | -------------------------------------------- | -------------------------------------------------------------------- |
| المساحة (كم2)                                             | 117.60 ألف                                   | 719                                                                  |
| عدد السكان (نسمة)                                         | 6.33 مليون                                   | 5.89 مليون                                                           |
| الكثافة السكانية (ن./كم²)                                 | 53.83                                        | 819.19 ألف                                                           |
| العاصمة                                                   | أسمرة                                        | سنغافورة                                                             |
| اللغة الرسمية                                             | اللغة التغرينية، اللغة العربية، لغة إنجليزية | لغة إنجليزية، اللغة الملايو، اللغة الصينية القياسية، اللغة التاميلية |
| العملة                                                    | ناكفا                                        | دولار سنغافوري                                                       |
| الناتج المحلي الإجمالي (بليون دولار)                      | 2.61 مليار                                   | 323.91 مليار                                                         |
| الناتج المحلي الإجمالي (تعادل القوة الشرائية) بليون دولار |                                              | 472.59 مليار                                                         |
| الناتج المحلي الإجمالي الاسمي للفرد دولار أمريكي          |                                              | 52.89 ألف                                                            |
| الناتج المحلي الإجمالي للفرد دولار أمريكي                 |                                              | 82.76 ألف                                                            |
| مؤشر التنمية البشرية                                      | 0.391                                        | 0.925                                                                |
| رمز المكالمات الدولي                                      | +291                                         | +65                                                                  |
| رمز الإنترنت                                              | .er                                          | .sg                                                                  |
| المنطقة الزمنية                                           | ت ع م+03:00                                  | ت ع م+08:00، توقيت سنغافورة المنسق ‏                                  |

## منظمات دولية مشتركة
يشترك البلدان في عضوية مجموعة من المنظمات الدولية، منها:
| علم المنظمة | اسم المنظمة                        | تاريخ انضمام إريتريا | تاريخ انضمام سنغافورة |
| ----------- | ---------------------------------- | -------------------- | --------------------- |
|             | مؤسسة التمويل الدولية              | 11 أكتوبر 1995       | 4 سبتمبر 1968         |
|             | منظمة حظر الأسلحة الكيميائية       | ?                    | ?                     |
|             | يونسكو                             | 2 سبتمبر 1993        | 8 أكتوبر 2007         |
|             | الاتحاد الدولي للاتصالات           | 6 أغسطس 1993         | 22 أكتوبر 1965        |
|             | الأمم المتحدة                      | 28 مايو 1993         | 21 سبتمبر 1965        |
|             | منظمة الشرطة الجنائية الدولية      | ?                    | ?                     |
|             | البنك الدولي للإنشاء والتعمير      | 6 يوليو 1994         | 3 أغسطس 1966          |
|             | الاتحاد البريدي العالمي            | ?                    | ?                     |
|             | مؤسسة التنمية الدولية              | 6 يوليو 1994         | 27 سبتمبر 2002        |
|             | وكالة ضمان الاستثمار متعدد الأطراف | 10 سبتمبر 1996       | 24 فبراير 1998        |

## وصلات خارجية
- موقع وزارة الخارجية السنغافورية